# Tortebesse
Tortebesse település Franciaországban, Puy-de-Dôme megyében. Lakosainak száma 79 fő (2022. január 1.). Tortebesse Briffons, Prondines és Sauvagnat községekkel határos.

## Népesség
A település népessége az elmúlt években az alábbi módon változott:
| Lakosok száma | 56   | 60   | 68   | 69   | 71   | 73   | 76   | 78   | 79   |
|               | 2013 | 2015 | 2016 | 2017 | 2018 | 2019 | 2020 | 2021 | 2022 |